# Anne-Marie Volders
Anne-Marie Volders (Koersel, 1960) is een Belgisch beeldhouwer.
Volders volgde een opleiding aan de Koninklijke Academie voor Schone Kunsten van Antwerpen en aan het Nationaal Hoger Instituut voor Schone Kunsten, waar zij docent beeldhouwkunst (dko) werd. In 1988 won ze de prijs Van Lerius voor beeldhouwkunst.
Aanvankelijk streefde zij in haar sculpturen naar een zuiver organische interpretatie, waarbij begrippen als "veranderlijkheid" en "vergankelijkheid" centraal stonden en benadrukt werden door het gebruik van kwetsbare en natuurlijke materialen.
In ‘Frozen Images’, een reeks wassen beelden en in giethars gegoten reliëfs, vertolkt zij haar visie op de kwetsbaarheid en weerloosheid van de mens, meermaals refererend naar de actualiteit.
Naar aanleiding van openbare opdrachten, waarin vooral figuratieve herkenbaarheid voorop stond, kwam zij tot uitgesproken klassiek opgevatte concepten. Zij streefde daarbij naar een sobere en ingetogen expressie. In dit verband kan verwezen worden naar het monument voor Lodewijk Van Boeckel (Lier, 1994) en het monument voor Felix Timmermans (Lier, 1997).
Naast diverse monumentopdrachten, maakte zij tevens het grafmedaillon van architect-kunstschilder Flor Van Reeth.
Werk van Anne-Marie Volders bevindt zich in de Stedelijke Musea van Lier en het Prentenkabinet van de Koninklijke Bibliotheek van België.